# Aegialites fuchsii
Aegialites fuchsii is een keversoort uit de familie platsnuitkevers (Salpingidae). De wetenschappelijke naam van de soort werd in 1892 gepubliceerd door George Henry Horn.